# Jelena Diemientjewa
Jelena Wiaczesławowna Diemientjewa, ros. Елена Вячеславовна Дементьева (ur. 15 października 1981 w Moskwie) – rosyjska tenisistka, mistrzyni olimpijska z Pekinu (2008) i wicemistrzyni z Sydney (2000), oba razy w grze pojedynczej, finalistka turniejów wielkoszlemowych French Open 2004 i US Open 2004, także w grze pojedynczej, finalistka US Open 2002 i US Open 2005 w grze podwójnej.
Od 1999 wielokrotnie reprezentowała Rosję w Pucharze Federacji, ale nie znalazła się w składzie zwycięskiej ekipy w 2004. Znacznie przyczyniła się do obrony Pucharu przez Rosję rok później, wygrywając w finale dwa mecze w grze pojedynczej, z Amélie Mauresmo i Mary Pierce, oraz grę podwójną w parze z Dinarą Safiną.
W 2009 roku została odznaczona Orderem Honoru, nadawanym za zasługi cywilne, przez prezydenta Rosji Dmitrija Miedwiediewa.
29 października 2010 w Dosze ogłosiła zakończenie kariery zawodowej.

## Życie prywatne
16 lipca 2011 w Moskwie poślubiła rosyjskiego hokeistę, Maksima Afinogienowa.

## Kariera

### 1998-2000
Zaczęła grę zawodową w 1998.
W 1999 zaczęła reprezentować Rosję drużynowo w Pucharze Federacji.
Znaczące rezultaty zaczęła odnosić w 2000. Awansowała wówczas jako pierwsza Rosjanka do półfinału wielkoszlemowego US Open 2000, gdzie przegrała z Lindsay Davenport. Miesiąc później dotarła do finału turnieju olimpijskiego w Sydney, 2000 w grze pojedynczej, gdzie uległa Venus Williams. Po raz pierwszy znalazła się w czołowej piętnastce rankingu WTA (nr 12 pod koniec roku), oraz otrzymała nagrodę tejże organizacji, przyznawanej zawodniczce, która w ciągu sezonu poczyniła największe postępy.

### 2001
Utrzymała pozycję w czołowej 15 rankingu WTA w 2001, zastępując Annę Kurnikową jako najwyżej uplasowana zawodniczka kraju.

### 2002
W tym roku zanotowała nieznaczny spadek w rankingu WTA na 19. pozycję.

### 2003
W 2003 wygrała swoje pierwsze turnieje – na wyspie Amelia Island u brzegu Florydy, gdzie w półfinale pokonała liderkę rankingu WTA Justine Henin-Hardenne, a w finale – wiceliderkę, Lindsey Davenport.
Wygrała turnieje na wyspie Bali i w Szanghaju, gdzie w obu finałach jej rywalką była Chanda Rubin. Zakończyła sezon awansem do najlepszej dziesiątki rankingu WTA i występem w końcoworocznym turnieju WTA Finals.

### 2004
Utrzymała miejsce w dziesiątce rankingu WTA, gdzie jej historycznie najwyższa pozycja w singlu to nr 4 – 25 października 2004, dzięki dwukrotnemu udziałowi w finałach wielkoszlemowych. Wiosną nie sprostała Anastazji Myskinie we French Open 2004, w pierwszym w historii finale w singlu z udziałem dwóch Rosjanek. Późnym latem, w kolejnym rosyjsko-rosyjskim finale US Open 2004, lepsza okazała Swietłana Kuzniecowa.
W obronie medalu olimpijskiego z Sydney, odpadła w Atenach, 2004 w singlu już w I rundzie z późniejszą brązową medalistką, Australijką Alicią Molik. Również w I rundzie odpadła w deblu w parze z Anastasiją Myskiną (która była tak bliska pokonania Belgijki Justine Henin w pamiętnym meczu o finał, a po załamaniu się podczas prowadzenia z Justine Henin, również przegrała z Alicią Molik, o brąz). W rankingu WTA uplasowała się na koniec roku na 6. pozycji.

### 2005
Rok 2005 był wielkoszlemowo wyrównany dla Diemientiewej, bowiem dotarła do IV rundy w pierwszych trzech turniejach, a nawet do 1/2 finału w US Open 2005. Utrzymała się na 8. pozycji w rankingu WTA.

### 2006
Sezon 2006 rozpoczęła od ogromnej wpadki, odpadając w pierwszej rundzie Australian Open 2006 z Julią Schruff. W lutym wygrała swój pierwszy turniej kategorii I, Pacific Life Open w Tokio, pokonując w finale powracającą do tenisa wielokrotną mistrzynię tego turnieju, Martinę Hingis. Następnie doszła do ćwierćfinału turnieju w Antwerpii i do półfinału turnieju na wyspie Amelia Island.
Dotarła do finału kolejnego turnieju kategorii I, Pacific Life Open w Indian Wells, gdzie uległa Marii Szarapowej. W czwartej rundzie Sony Ericsson Open w Miami przegrała z Tatianą Golovin.
Natomiast, w sezonie na kortach ziemnych, do jej najlepszych wyników należały zaledwie półfinał w turnieju w Warszawie i ćwierćfinał w turnieju w Rzymie.
Lepiej spisała się w sezonie na kortach trawiastych. Dotarła do półfinału turnieju w ’s-Hertogenbosch, gdzie uległa Michaëlli Krajicek, oraz do ćwierćfinału Wimbledonu 2006, w którym przegrała ponownie z Mariją Szarapową.
Po dłuższej przerwie zagrała w sierpniu: doszła do ćwierćfinału turnieju w San Diego, po czym wygrała w turnieju w Los Angeles, eliminując po drodze Mariję Szarapową.
W turnieju w New Haven zagrała jedynie dwa mecze. Na US Open 2006 dotarła do ćwierćfinału, gdzie przegrała z Jeleną Janković. natomiast, w ćwierćfinale w turnieju w Luksemburgu uległa Agnieszce Radwańskiej (rewanż za ćwierćfinał J&S Cup 2006). Do jej ważniejszych osiągnięć w końcówce sezonu należy półfinał turnieju w Moskwie.
Diemientjewa ponownie (tradycyjnie) wzięła udział w WTA Tour Championships, gdzie jednak spotkała ją przykra niespodzianka, bowiem przegrała wszystkie mecze grupowe: z Mariją Szarapową, Swietłaną Kuzniecową i Kim Clijsters.

### 2007

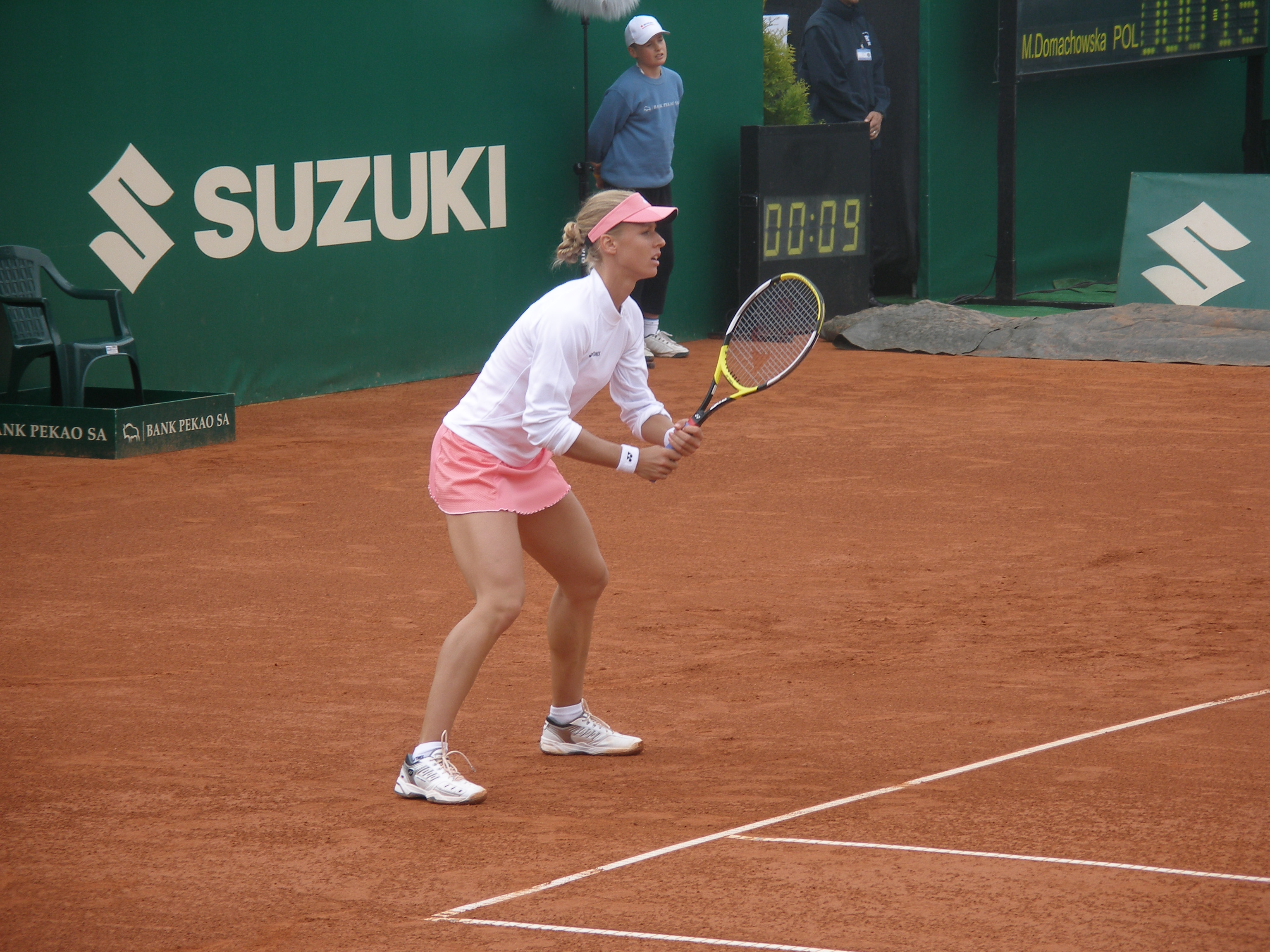
Jelena Diemientjewa podczas meczu z Martą Domachowską, Suzuki Warsaw Masters

W styczniu poprawiła wynik z ubiegłorocznego turnieju na Australian Open 2007, dochodząc tym razem do IV rundy (porażka z Nicole Vaidišovą).
Nie obroniła tytułu z Tokio, ulegając Martinie Hingis. W pierwszym meczu w Antwerpii skreczowała przeciwko Jelenie Lichowcewej.
Wkrótce, w czasie treningów odniosła kontuzję. Jak się okazało, było to złamanie żeber, które wykluczyło ją z gry na trzy miesiące. Wróciła na korty w maju w Warszawie, odpadła jednak w drugiej rundzie z Venus Williams. Trzy tygodnie później triumfowała w turnieju na kortach ziemnych w Stambule. W drugim secie finału, jej rywalka, Aravane Rezaï, zmuszona była poddać mecz z powodu kontuzji.

### 2008
Rozstawiona z nr 11 na Australian Open dotarła w singlu do charakterystycznej dla siebie IV rundy (po raz czwarty, drugi z rzędu), przegrywając z rozstawioną z nr 5, późniejszą mistrzynią, Mariją Szarapową 2:6, 0:6. Po turnieju nadal plasowała się na 11. miejscu w rankingu WTA. Potem osiągnęła półfinał Open Gaz de France, gdzie odpadła po porażce z Węgierką Ágnes Szávay 3:6, 6:1, 5:7. W lutym wygrała Barclays Dubai Tennis Championships, eliminując po drodze, takie zawodniczki jak: Patty Schnyder, Alona Bondarenko, Ana Ivanović, Francesca Schiavone oraz Swietłana Kuzniecowa. W Sony Ericsson Open i Family Circle Cup dotarła odpowiednio do ćwierćfinału i półfinału turniejów. W Qatar Telecom German Open dotarła do finału, gdzie przegrała z inną Rosjanką Dinarą Safiną. Następnie wystąpiła w Stambule, osiągając kolejny finał, w którym musiała uznać wyższość Polki Agnieszki Radwańskiej. We French Open odpadła w ćwierćfinale, po kolejnej porażce z Safiną. Diemientjewa prowadziła w tym spotkaniu 6:4, 5:2 i miała piłkę meczową, jednakże przegrała 6:4, 6:7(5), 0:6. W czerwcu awansowała na 5. pozycję w rankingu WTA. Kolejnym turniejem, w którym wzięła udział był Ordina Open w ’s-Hertogenbosch. Rosjanka dotarła tam do półfinału, doznając następnej porażki z Dinarą Safiną. Rozstawiona z nr 5 na Wimbledonie osiągnęła najlepszy wynik w karierze. Rosjanka wyeliminowała z turnieju m.in. Szachar Pe’er i Nadieżdę Pietrową. W półfinale Jelena musiała uznać wyższość Amerykanki Venus Williams, z którą przegrała 1:6, 6:7(3).
Na Igrzyskach Olimpijskich w 2008 roku zdobyła złoto w singlu pokonując w finale rodaczkę Dinarę Safinę 3:6, 7:5, 6:3.
Wielkoszlemowe US Open okazało się kolejnym sukcesem Rosjanki, doszła bowiem aż do półfinału ulegając dopiero Serbce Jelenie Janković 4:6, 4:6. Powróciła dzięki temu na swoje najwyższe jak dotąd, czwarte miejsce w rankingu WTA.

### 2009
Sezon 2009 rozpoczęła od dwóch wygranych turniejów. W Auckland, pokonując w finale Jelenę Wiesninę 6:4, 6:1, i w Sydney, gdzie wygrała ze swoją rodaczką Dinarą Safiną 6:3, 2:6, 6:1. W Australian Open została rozstawiona z nr 4 i w półfinale przegrała z Sereną Williams 3:6, 4:6. W Paryżu doszła do finału, lecz dość nieoczekiwanie przegrała z Amélie Mauresmo 6:7, 6:2, 4:6. Na turnieju French Open doszła do III rundy, gdzie przegrała z Samanthą Stosur 3:6, 6:4, 1:6. Na Wimbledonie doszła do drugiego półfinału w tym sezonie, gdzie przegrała z Sereną Williams 7:6, 5:7, 6:8. W sierpniu w Toronto wygrała swój 14 turniej w pokonując Mariję Szarapową 6:4, 6:3. Na US Open doszła do II rundy gdzie przegrała z rewelacją turnieju Melanie Oudin 7:5, 4:6, 3:6. Na turnieju kończącym sezon w Dosze nie wyszła z grupy. W pierwszym meczu wygrała z Venus Williams 3:6, 7:6, 6:2. W drugim meczu przegrała z Sereną Williams 2:6, 4:6, a w trzecim przegrała ze Swietłaną Kuzniecową 3:6, 2:6. Sezon 2009 skończyła na 5 miejscu w rankingu WTA.

### 2010
Na turnieju w Sydney obroniła ubiegłoroczny tytuł pokonując w finale Serenę Williams 6:3, 6:2. W Australian Open doszła do II rundy przegrywając z powracającą na światowe korty Justine Henin 5:7, 6:7, po Australian Open spadła w rankingu na 8 miejsce. W Paryżu doszła do finału w którym wygrała z Lucie Šafářová 6:7, 6:1, 6:4. Po tym turnieju udała się do Dubaju, gdzie w III rundzie przy wyniku 4:6, 1:1 musiała poddać mecz Danieli Hantuchovej. W turnieju w Indian Wells doszła do ćwierćfinału, gdzie przegrała z Agnieszką Radwańską 4:6, 3:6. Na turnieju w Miami I rundę miała wolną, a w II przegrała z Justine Henin 3:6, 2:6.
29 października 2010 w Dosze, po ostatnim meczu fazy grupowej Sony Ericsson Championships 2010 (nie wyszła z grupy), ogłosiła zakończenie zawodowej kariery.

## Finały turniejów WTA
| Legenda                     | Legenda |
| --------------------------- | ------- |
| Wielki Szlem                |         |
| Igrzyska olimpijskie        |         |
| WTA Tour Championships      |         |
| 1988 – 2008                 |         |
| Kategoria I                 |         |
| Kategoria II                |         |
| Kategoria III               |         |
| Kategoria IV                |         |
| Kategoria V                 |         |
| 2009 – 2020                 |         |
| WTA Premier Mandatory       |         |
| WTA Premier 5               |         |
| WTA Premier                 |         |
| WTA International Series    |         |
| WTA 125K series (2012–2020) |         |

### Gra pojedyncza 32 (16-16)
| Końcowy wynik | Nr  | Data                 | Turniej          | Nawierzchnia    | Przeciwniczka          | Wynik finału      |
| ------------- | --- | -------------------- | ---------------- | --------------- | ---------------------- | ----------------- |
| Finalistka    | 1.  | 1 października 2000  | Sydney           | Twarda          | Venus Williams         | 2:6, 4:6          |
| Finalistka    | 2.  | 4 marca 2001         | Acapulco         | Ceglana         | Amanda Coetzer         | 6:2, 1:6, 2:6     |
| Finalistka    | 3.  | 7 października 2001  | Moskwa           | Dywanowa (hala) | Jelena Dokić           | 3:6, 3:6          |
| Finalistka    | 4.  | 22 czerwca 2002      | ’s-Hertogenbosch | Trawiasta       | Eleni Daniilidu        | 6:3, 2:6, 3:6     |
| Zwyciężczyni  | 1.  | 14 kwietnia 2003     | Amelia Island    | Twarda          | Lindsay Davenport      | 4:6, 7:5, 6:3     |
| Zwyciężczyni  | 2.  | 8 września 2003      | Bali             | Twarda          | Chanda Rubin           | 6:2, 6:1          |
| Zwyciężczyni  | 3.  | 15 września 2003     | Pekin            | Twarda          | Chanda Rubin           | 6:3, 7:6(6)       |
| Finalistka    | 5.  | 4 kwietnia 2004      | Miami            | Twarda          | Serena Williams        | 1:6, 1:6          |
| Finalistka    | 6.  | 3 czerwca 2004       | French Open      | Ceglana         | Anastasija Myskina     | 1:6, 2:6          |
| Finalistka    | 7.  | 11 września 2004     | US Open          | Twarda          | Swietłana Kuzniecowa   | 3:6, 5:7          |
| Zwyciężczyni  | 4.  | 27 września 2004     | Hasselt          | Twarda (hala)   | Jelena Bowina          | 0:6, 6:0, 6:4     |
| Finalistka    | 8.  | 17 października 2004 | Moskwa           | Dywanowa (hala) | Anastasija Myskina     | 5:7, 0:6          |
| Finalistka    | 9.  | 17 kwietnia 2005     | Charleston       | Ceglana         | Justine Henin-Hardenne | 5:7, 4:6          |
| Finalistka    | 10. | 6 listopada 2005     | Filadelfia       | Twarda (hala)   | Amélie Mauresmo        | 5:7, 6:2, 5:7     |
| Zwyciężczyni  | 5.  | 5 lutego 2006        | Tokio            | Dywanowa (hala) | Martina Hingis         | 6:2, 6:0          |
| Finalistka    | 11. | 18 marca 2006        | Indian Wells     | Twarda          | Marija Szarapowa       | 1:6, 2:6          |
| Zwyciężczyni  | 6.  | 13 sierpnia 2006     | Los Angeles      | Twarda          | Jelena Janković        | 6:3, 4:6, 6:4     |
| Zwyciężczyni  | 7.  | 26 maja 2007         | Stambuł          | Ceglana         | Aravane Rezaï          | 7:6(5), 3:0 krecz |
| Zwyciężczyni  | 8.  | 14 października 2007 | Moskwa           | Twarda (hala)   | Serena Williams        | 5:7, 6:1, 6:1     |
| Zwyciężczyni  | 9.  | 1 marca 2008         | Dubaj            | Twarda          | Swietłana Kuzniecowa   | 4:6, 6:3, 6:2     |
| Finalistka    | 12. | 11 maja 2008         | Berlin           | Ceglana         | Dinara Safina          | 6:3, 2:6, 2:6     |
| Finalistka    | 13. | 24 maja 2008         | Stambuł          | Ceglana         | Agnieszka Radwańska    | 3:6, 2:6          |
| Zwyciężczyni  | 10. | 17 sierpnia 2008     | Pekin            | Twarda          | Dinara Safina          | 3:6, 7:5, 6:3     |
| Zwyciężczyni  | 11. | 26 października 2008 | Luksemburg       | Twarda (hala)   | Caroline Wozniacki     | 2:6, 6:4, 7:6(4)  |
| Zwyciężczyni  | 12. | 10 stycznia 2009     | Auckland         | Twarda          | Jelena Wiesnina        | 6:4, 6:1          |
| Zwyciężczyni  | 13. | 16 stycznia 2009     | Sydney           | Twarda          | Dinara Safina          | 6:3, 2:6, 6:1     |
| Finalistka    | 14. | 15 lutego 2009       | Paryż            | Twarda (hala)   | Amélie Mauresmo        | 6:7(7), 6:2, 4:6  |
| Zwyciężczyni  | 14. | 23 sierpnia 2009     | Toronto          | Twarda          | Marija Szarapowa       | 6:4, 6:3          |
| Zwyciężczyni  | 15. | 15 stycznia 2010     | Sydney           | Twarda          | Serena Williams        | 6:3, 6:2          |
| Zwyciężczyni  | 16. | 14 lutego 2010       | Paryż            | Twarda (hala)   | Lucie Šafářová         | 6:7(5), 6:1, 6:4  |
| Finalistka    | 15. | 28 lutego 2010       | Kuala Lumpur     | Twarda          | Alisa Klejbanowa       | 3:6, 2:6          |
| Finalistka    | 16. | 2 października 2010  | Tokio            | Twarda          | Caroline Wozniacki     | 6:1, 2:6, 3:6     |

## Finały juniorskich turniejów wielkoszlemowych

### Gra podwójna (1)
| Końcowy wynik | Rok  | Turniej     | Nawierzchnia | Partnerka         | Przeciwniczki              | Wynik finału |
| Finalistka    | 1998 | French Open | Ceglana      | Nadieżda Pietrowa | Kim Clijsters Jelena Dokić | 4:6, 6:7     |